# Stretton-under-Fosse
Stretton-under-Fosse is een civil parish in het bestuurlijke gebied Rugby, in het Engelse graafschap Warwickshire met 234 inwoners.